# Теймур Кулієв
Теймур Імамгулі огли Кулієв (25 листопада 1888, місто Джебраїл Єлизаветпольської губернії, тепер Азербайджан — 18 листопада 1965, місто Баку, тепер Азербайджан) — радянський та азербайджанський політичний діяч, голова Ради Міністрів Азербайджанської РСР. Член Центральної Ревізійної Комісії ВКП(б) в 1939—1952 р. Член ЦК КПРС в 1952—1956 р. Депутат Верховної Ради СРСР 1—3-го скликань.

## Біографія
У 1909—1914 роках — учень Горійської учительської семінарії. З 1914 року працював учителем школи у місті Джебраїлі.
Член РКП(б) з 1920 року.
У 1920 році — голова Джебраїльського революційного комітету Єлизаветпольської губернії. До 1921 року працював директором дитячого будинку.
З 1921 року служив у ЧК-ДПУ при Раді Народних Комісарів Азербайджанської РСР. У 1923—1929 роках — заступник начальника, начальник Секретно-політичного відділу ДПУ Азербайджанської РСР. У 1930—1931 роках — начальник Гянджинського районного відділу ДПУ Азербайджанської РСР. У 1931—1934 роках — заступник начальника Економічного відділу ДПУ Азербайджанської РСР.
З жовтня 1934 по жовтень 1936 року — голова Спеціальної колегії Верховного Суду Азербайджанської РСР.
З жовтня 1936 по 13 листопада 1937 року — голова Верховного Суду Азербайджанської РСР.
З 13 листопада 1937 по 6 квітня 1953 року — голова Ради Народних Комісарів — Ради Міністрів Азербайджанської РСР.
6 квітня — 17 серпня 1953 року — 1-й заступник голови Ради Міністрів Азербайджанської РСР.
17 серпня 1953 — 9 березня 1954 року — голова Ради Міністрів Азербайджанської РСР. 
У 1954—1956 роках — директор виноградарського радгоспу в Кіровабаді. Рішенням ЦК КП Азербайджану від 28 серпня 1956 року виключений із членів КПРС за «грубі порушення соцзаконності та активне сприяння злочинам Багірова і його банди». Постановою КПК при ЦК КПРС від 28 березня 1957 р. це рішення було підтверджене. 